# Museu do Dundo
O Museu do Dundo é um museu nacional angolano localizado na cidade de Dundo-Chitato, na província de Lunda Norte. Possui uma coleção etnográfica da área geográfica dos lundas, bem como dos povos vizinhos, predominando objetos do grupo étnico chócue.
A coleção é composta por esculturas, máscaras, esteiras e cadeiras, elaborados com técnicas, estilos e matérias‐primas tradicionais.
Desde a sua fundação, em 1936, o museu recebeu várias designações: Museu Gentílico (1936), Museu Etnológico (1938), Museu Etnográfico (1940), novamente Museu Etnológico (1942) e Museu do Dundo (1943).

## História
Foi fundado em 1936 pela Diamang, estando sob o seu controlo até 1975.
O museu promoveu campanhas etnográficas na região do Dundo e a zonas mais afastadas como o Camaxilo (1937), o Canzar, o Alto Zambeze (1939) e, finalmente, o Alto Chicapa e o Chiboco (1946), na zona chamada "pátria dos Quiocos". Estas campanhas destinavam-se ao reconhecimento etnográfico e à aquisição de objetos entre as populações locais.